# غراششت
غراششت (بالبلغارية: Градище)‏ قرية تقع إدارياً ضمن Sevlievo ‏ في بلغاريا. ويبلغ عدد سكانها 172 نسمة حسب تعداد 15 مارس 2015. تعتمد غراششت للبريد على الرمز البريدي 5435.